# Медаль «В память Абоского мира»
Медаль «В память Абоского мира» — медаль, отчеканенная в память Абоского мира в 1743 году (по другим источникам: «В память заключения мира со Швецией в Або 7 августа 1743 г.). 
Монета представляла собой наградной рубль. Медалью награждались все участники русско-шведской войны 1741-1743 годов. Медаль чеканилась без ушка. Екатерина II припаяла ушка для ношения медали на шее. Медаль носилась на Андреевской ленте.